# NK Dračice Đakovo
NK Dračice je nogometni klub iz grada Đakova.

## Povijest
Prvi put nogometni klub osnovan je 1970. godine i zvao se Omladinski nogometni klub Dračice, on je djelovao sve do 1988. godine. Klub je osnovan u gradskoj četvrti 
Dračice i kroz cijelu svoju povijest bio je isključivo "kvartovski" klub u kojem su igrali domaći dečki iz istoimene gradske četvrti, uz odsustvo bilo kakvih rezultatskih ambicija.
Klub je od osnivanja pa sve do prestanka djelovanja cijelo vrijeme bio član najnižeg ranga natjecanja - Općinske lige Đakovo, bilo njezine istočne skupine, bilo njenog I. nogometnog razreda.
Klub je ponovo osnovan 2015. godine pod nazivom NK Dračice Đakovo i ponovo je krenuo u natjecateljsku sezonu 2015./2016. u  3. ŽNL Osječko-baranjska NS Đakovo.
Nakon dvije sezone u najnižem rangu natjecanja klub ostvaruje promociju u viši rang. U sezoni 2016./2017., uvjerljivo i bez poraza, klub osvaja 3. ŽNL Osječko-baranjska NS Đakovo. Od te sezone se uspješno natječe u 2. ŽNL Osječko-baranjska.
Igrač Dračica Stjepan Lucijanić postigao je na pet uzastopnih kola hat-trick, odnosno u posljednjih pet ligaških nastupa dao je 20 pogodaka, te srušio Guinessov rekord koji je od 1998. držao Japanac Masashi Nakayama, koji je nastupajući za Jubilo Iwatu hat-trick postigao četiri uzastopna susreta, ukupno 16 pogodaka.

## Igralište
ONK Dračice je tijekom svoga djelovanja nastupao na igralištu Jedinstva, na igralištu u gradskoj četvrti Sjever, a jedno kraće vrijeme i u obližnjim Ivanovcima, dok je jedno vrijeme posjedovao i vlastito igralište u Nazorovoj ulici (kod Đođe).

## Uspjesi
- Prvenstva: (1)
  -  3. ŽNL Osječko-baranjska NS Đakovo: (1) 2016./17.